# Гейстингер, Мария
Мария Шарлотта Цецилия Гейстингер (нем. Marie Charlotte Cäcilie Geistinger; 26 июля 1836, Грац — 29 сентября 1903, Клагенфурт) — австрийская актриса

 и певица

, известна как «королева оперетты».

## Биография
Мария Гейстингер — дочь отставных русских актёров: отец Николай служил певцом в Немецком королевском театре в Санкт-Петербурге, а мать была хорошей трагедийной актрисой.
В 1844 году в возрасте 11 лет Мария дебютировала на театральной сцене в Граце. В 1852 году Гейстингер пригласили на работу в венский Театр в Йозефштадте. Позднее Мария Гейстингер успешно выступала на театральных подмостках Берлина, Гамбурга и Риги и прославилась прежде всего своими ролями в оперетте. В 1877 году Гейстингер заключила трёхлетний контракт на работу в Лейпциге. В том же году влюблённый в неё английский композитор Этель Смит, учившаяся в то время в Лейпциге, посвятила ей свою вторую сонату. В 1880—1884 годах Мария Гейстингер успешно гастролировала в США. Вернувшись в Европу, Гейстингер появлялась в ролях субреток на сценах многих немецких театров. Из-за болезни глаза ей пришлось покинуть сцену, и Гейстингер проживала в своём имении Растенфельд в Каринтии, которое в 1893 году продала Карлу Ауэру. Поправив здоровье, Гейстингер вернулась в театр и в 1898 году выступила в Вене и Берлине, но не смогла вернуть былую славу. Актриса умерла на своей вилле в Клагенфурте от сердечной болезни и была похоронена на Центральном кладбище Вены.
Мария Гейстингер недолго состояла в браке с актёром Августом Мюллером-Корманом.